# Родригес, Себастьян Хавьер
Себастьян Хавьер Родригес Ириарте (исп. Sebastián Javier Rodríguez Iriarte; род. 16 августа 1992, Монтевидео) — уругвайский футболист, полузащитник клуба «Пеньяроль».

## Клубная карьера
Родригес — воспитанник клуба «Данубио». 4 декабря 2010 года в матче «Сентраль Эспаньол» он дебютировал в уругвайской Примере. Летом 2011 года Родригес подписал контракт с испанской «Альмерией», где выступал за дублирующий состав клуба. В 2014 году Себстьян покинул Испанию и играл за албанский «Влазния» и швейцарский «Локарно». Летом 2015 года Родригес вернулся в Уругвай став игроком столичного «Ливерпуля». 9 сентября в матче против «Хувентуд Лас-Пьедрас» он дебютировал за новую команду. 19 сентября в поединке против «Дефенсор Спортинг» Себастьян забил свой первый гол за «Ливерпуль».
Летом 2016 года Родригес перешёл в «Насьональ». 5 сентября в матче против «Пласа Колония» он дебютировал за новый клуб. В своём дебютном сезоне Родригес стал чемпионом Уругвая. 2 апреля 2017 года в поединке против «Бостон Ривер» Себастьян забил свой первый гол за «Насьональ». 26 апреля 2018 года в матче Кубка Либертадорес против перуанского «Куско» он забил гол.
В начале 2019 года Родригес присоединился к мексиканскому клубу «Веракрус». 12 января в матче против Лобос БУАП он дебютировал в мексиканской Примере. В начале 2020 года Родригес подписал контракт с эквадорским «Эмелеком». 15 февраля в матче против «Оренсе» он дебютировал в эквадорской Примере. 19 ноября в поединке против ЛДУ Кито Себастьян забил свой первый гол за «Эмелек». В 2021 году в розыгрыше Кубка Либертадорес в матчах против аргентинского «Тальерес» он забил два гола.

## Международная карьера
В 2009 году в составе юношеской сборной Уругвая Родригес принял участие в юношеском чемпионате мира в Нигерии. На турнире он сыграл в матчах против команд Республики Корея, Алжира, Италии, Ирана и Испании.

## Достижения
«Насьональ»
- Победитель уругвайской Примеры — 2016